# S/2003 (130) 1
S/2003 (130) 1 ist der äußerste und größte der drei Monde des Hauptgürtel-Asteroiden (130) Elektra. Sein mittlerer Durchmesser beträgt etwa 6 Kilometer.

## Entdeckung und Benennung
S/2003 (130) 1 wurde am 15. August 2003 von einem Astronomenteam bestehend aus William J. Merline, Peter M. Tamblyn, Christophe Dumas, Laird M. Close, Clark R. Chapman und François Menard unter Verwendung adaptiver Optik mit dem 10-m-Keck-Teleskop II auf dem Mauna Kea auf Hawaii entdeckt. Die Entdeckung wurde zwei Tage später am 17. August 2003 durch das Team bestätigt und am gleichen Tag durch die IAU bekanntgegeben; der Mond erhielt die vorläufige Bezeichnung S/2003 (130) 1.
2016 entdeckte man mit dem Very Large Telescope einen weiteren Begleiter von Elektra, was das System zum sechsten bekannten Asteroiden-Mehrfachsystem im Hauptgürtel und zum zehnten insgesamt anwachsen ließ. Im November 2021 wurde die Entdeckung eines dritten Begleiters angekündigt, wodurch das System zum ersten Vierfachsystem im Hauptgürtel anwuchs.

## Bahneigenschaften
S/2003 (130) 1 umkreist Elektra auf einer retrograden, elliptischen Umlaufbahn in einem mittleren Abstand von 1298 Kilometern zu deren Zentrum (etwa 14,4 Elektra-Radien). Die Bahnexzentrizität beträgt 0,083, die Bahn ist 160,2° gegenüber dem Äquator respektive 70,2° gegenüber dem Pol bzw. der Rotationsachse von Elektra geneigt. Die Umlaufbahn des nächstinneren Mondes S/2014 (130) 1 ist im Mittel etwa 797 km vom Orbit von S/2003 (130) 1 entfernt.
S/2003 (130) 1 ist etwa 2½ mal weiter und etwa 4 mal langsamer als der innere Nachbar S/2014 (130) 1. Vorläufige Simulationen des Elektra-Systems ergaben, dass die Große Bahnhalbachse von S/2003 (130) 1 weniger als 1,4 km innerhalb von 20 Jahren oszilliert.
S/2003 (130) 1 umrundet Elektra in 5 Tagen, 6 Stunden und 53,3 Minuten, was etwa 381,9 Umläufen in einem Elektra-Jahr (rund 5,5 Erdjahre) entspricht. Vom Orbit von S/2003 (130) 1 wird angenommen, dass er stabil ist, denn er liegt weit innerhalb von Elektras Hill-Radius von 38.000 km, jedoch auch weit außerhalb des synchronen Orbits.

## Physikalische Eigenschaften

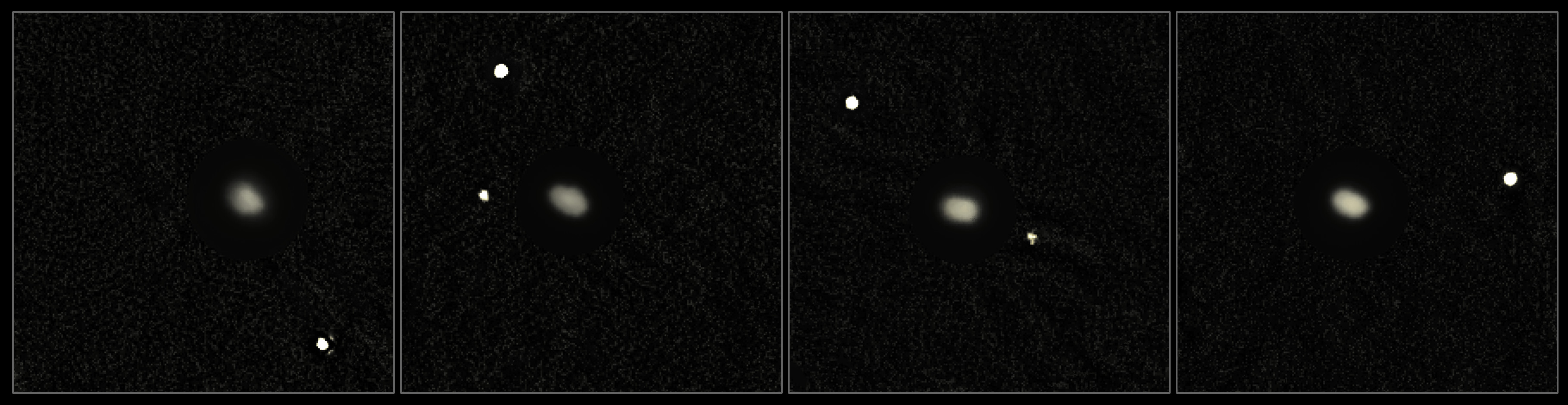
Elektra mit zwei der drei Monde

Basierend auf dem von Elektra um 8,5 mag abweichenden Helligkeitsfaktor im Nahen Infraroten K-Band, einem auf Elektras Dichte sowie einem entsprechenden angenommenen gleichen Rückstrahlvermögen von 8,6 % resultiert ein mittlerer Durchmesser von ungefähr 6 km (etwa 1/30 des Zentralkörpers). Ausgehend von diesem Durchmesser ergibt sich eine Oberfläche von etwa 113 km2, was in etwa der Fläche der deutschen Müritz oder des Schweizer Vierwaldstättersees entspricht.
Die Beobachtungen im Nahen Infraroten (Dezember 2014) am VLT zeigten, dass S/2003 (130) 1 wie auch S/2014 (130) 1 ein ähnliches Spektrum wie Elektra aufweisen; die Oberfläche ist damit ausgesprochen dunkel. Dies stützt die Hypothese, dass zumindest diese beiden Monde Fragmente einer vorangegangenen Kollision sind.
| Jahr | Abmessungen km | Quelle        |
| ---- | -------------- | ------------- |
| 2003 | 4,0            | IAU           |
| 2015 | 7,0 ± 3,0      | Johnston      |
| 2016 | 6,0 ± 1,5      | Yang et al.   |
| 2022 | 6,0 ± 0,6      | Berdeu et al. |

Die aktuelle Bestimmung ist fett markiert.

### Innerer Aufbau
Da S/2003 (130) 1 eine ähnliche Farbe wie der Mutterkörper aufweist, geht man davon aus, dass der Mond aus demselben Material wie Elektra besteht und daher denselben Spektraltyp (G oder Ch) aufweist. Ausgehend von derselben Dichte und Albedo ließ sich die Masse bislang auf etwa 4 · 1014 berechnen.
Die mittlere Oberflächentemperatur beträgt rund 157 K (−116 °C) und kann mittags bis auf maximal 251 K (−22 °C) ansteigen; nachts kann sie bis auf 63 K (−210 °C) absinken.